# Cueva de El Mirador
La Cueva de El Mirador es un sitio arqueológico ubicado en Ibeas de Juarros, en la Sierra de Atapuerca, Burgos, España.

## Introducción
La Cueva de El Mirador es un importante sitio arqueológico ubicado en Ibeas de Juarros, en la Sierra de Atapuerca, Burgos, España. Este lugar es notable por su larga ocupación humana que abarca desde el Paleolítico Superior hasta la Edad del Bronce Medio y proporciona información valiosa sobre las prácticas humanas a lo largo de miles de años.
Situada en la ladera meridional de la Sierra de Atapuerca (Ibeas de Juarros, Burgos), una de las regiones más importantes de la Península, ya que consta de múltiples yacimientos arqueo-paleontológicos prehistóricos.
| Yacimiento arqueológico El Mirador | Yacimiento arqueológico El Mirador |
| ---------------------------------- | ---------------------------------- |
| Localización geográfica            |                                    |
| Continente                         | Europa                             |
| Cordillera                         | Sierra de Atapuerca                |
| Coordenadas                        | 42° 20' 58" N, 03° 30' 33          |
| Localización administrativa        |                                    |
| País                               | España                             |
| Comunidad                          | Castilla y León                    |
| Provincia                          | Burgos                             |
| Localidad                          | Atapuerca                          |

Este yacimiento se encuentra a una altitud de 1033 m s.n.m. y sus coordenadas geográficas son: 42° 20' 58" N, 03° 30' 33". Formando así, parte del sistema kárstico de la Sierra de Atapuerca. Se trata probablemente de una antigua dolina colapsada que, debido a la presencia de galerías en su interior, constituye uno de los sumideros del sistema. Así pues, este yacimiento, más que una cueva presenta la morfología de un abrigo dado que buena parte de su bóveda se hundió, dándole un aspecto parecido, según la información actual disponible, al que ofrecía durante la Edad del Bronce. Datos geofísicos indican que la cavidad tiene una boca de entrada de 23 m de anchura por 4 de altura, y unos 15 m de profundidad. La potencia de su relleno sedimentario se calcula en torno a los 12 m. 

## Historia

### Primeros descubrimientos
La cueva ha sido objeto de excavaciones desde el año 1999, lo que ha permitido la recopilación de datos relevantes para entender el entorno y las condiciones de vida de los grupos humanos que la habitaron. La primera intervención fue en los años 70. El Grupo Espeleológico Edelweiss realizó una pequeña excavación, encontrando artefactos del Neolítico y la Edad del Bronce. Los hallazgos incluyen una punta de cobre, lascas de sílex, un punzón de hueso y fragmentos de cerámica, actualmente en el Museo de Burgos. A su vez, este yacimiento también ha sufrido excavaciones clandestinas. La zona norte de la cueva sufrió daños por excavaciones ilegales, destruyendo estratos arqueológicos. A raíz de eso, se encontraron restos óseos humanos, sugiriendo un uso como área de enterramiento colectivo en la Edad del Bronce. Las excavaciones más recientes desde 1999 reflejan  información sobre la ocupación humana durante el Pleistoceno Superior y el Holoceno, priorizando la obtención de datos arqueológicos y paleoambientales para una secuencia de referencia del yacimiento. Para ello, se han realizado distintos proyectos como el de Autoecología Humana y Tecnología de los Pobladores Prehistóricos de la Sierra de Atapuerca continúan investigando la cueva.

### Campañas - Estudio actual
Las excavaciones en la cueva han revelado una secuencia estratigráfica holocena de más de 6 metros de profundidad, lo que indica más de 4,000 años de ocupación ininterrumpida. Durante este tiempo, la cueva fue utilizada para diversas actividades, entre las que se incluyen el entierro, la habitación y el mantenimiento de ganado. La principal fuente de depósitos arqueológicos proviene de prácticas de estabulación, que han producido una gran cantidad de residuos, tales como estiércol quemado, restos vegetales, fragmentos de cerámica, herramientas líticas y restos faunísticos. Este tipo de depósitos se caracteriza por sus altas tasas de sedimentación, lo que permite un registro claro y detallado de diferentes episodios a lo largo del tiempo.
Los análisis han demostrado que la tasa de sedimentación durante el Neolítico asciende a aproximadamente 1 mm/año, lo que contribuye a la alta resolución de los datos cronológicos obtenidos en las excavaciones. Estas características han llevado a la implementación de metodologías de excavación específicas y estudios interdisciplinarios, diseñados para entender la formación de la secuencia arqueológica y ofrecer información sobre la introducción y desarrollo de economías productivas en la región de la Submeseta Norte.

## Descripción del yacimiento
La cueva se sitúa a una altitud de 1.033 metros sobre el nivel del mar, con vistas panorámicas del valle del río Arlanzón. La entrada de la cueva mide aproximadamente 23 metros de ancho y 4 metros de alto, y se ha formado a partir del colapso parcial de su techo, extendiéndose unos 15 metros hacia el interior. Es parte del sistema kárstico de la Sierra de Atapuerca, aunque se está investigando una posible conexión con el sistema de la Cueva Mayor.

## Restos arqueológicos
La cueva fue utilizada como redil durante el Neolítico, lo que ha llevado a la acumulación considerable de materia orgánica y restos de fauna. Las prácticas de estabulación de ganado en el interior de la cueva han influido en la conservación de materiales orgánicos y han permitido el estudio de la interacción entre humanos y su entorno.

### Restos vegetales
El análisis antracológico preliminar de los conjuntos MIR3 y MIR4 ha permitido identificar 14 taxones de plantas, proporcionando información sobre los recursos vegetales utilizados en el entorno de la cueva. En primer lugar, se identificó la presencia de cereales en la mayoría de las semillas recuperadas en MIR3 y MIR4. La Metodología de recuperación se basó en una criba por flotación con agua de todo el sedimento extraído y así maximizar la recuperación de material. Para ello, se utilizaron mallas de 4 mm (cuyos restos carbonizados se utilizaron para el análisis antracológico), 1 mm y 0.5 mm. El Análisis antracológico consistió en el estudio de 573 fragmentos de carbón: 92 de MIR3 y 481 de tres niveles superiores de MIR4. La identificación de los taxones se realizó con técnicas antracológicas estándar y atlas de anatomía de la madera. Otros análisis de polínicos, de fitolitos y carpológicos están en curso para complementar esta información. Algunas de las especies identificadas son: Quercus sp. caducifolio (roble), Corylus avellana(avellano) o Leguminosae (leguminosas). 
Restos faunísticos:
El análisis de 1047 restos óseos de animales, principalmente de los conjuntos MIR3 y MIR4, revela una economía basada en la ganadería doméstica (ovicápridos, bóvidos, cerdos) con un predominio de especies de talla media. Los conejos son abundantes y pudieron ser una fuente importante de alimento, aunque inferior en biomasa al ganado. La caza de ciervo y jabalí fue marginal. El estudio de las edades de sacrificio del ganado sugiere una gestión dual para obtener carne y productos secundarios, con posibles indicios de estabulación y cría en el sitio por la presencia de fetos y abundancia de individuos jóvenes. Las numerosas marcas de corte, fracturación y quemaduras en los huesos evidencian una intensa actividad culinaria (desollado, despiece, cocción), así como la posible quema de heces. También se identificaron marcas de mordeduras de cánidos domésticos. Entre MIR3 y MIR4, la única diferencia notable es una ligera disminución de bóvidos y caballos en MIR3.

### Microvertebrados
En el estudio de la cueva de El Mirador, se han identificado un total de 22 especies de microvertebrados, que se distribuyen en diversos grupos taxonómicos:
Roedores (Rodentia): Incluyen géneros como Microtus, Terricola y Apodemus, siendo los roedores del género Microtus (topilos) los más abundantes.
Insectívoros (Soricomorpha): Este grupo incluye géneros como Crocidura y Sorex, que son indicadores de diferentes condiciones ambientales.
Quirópteros (Chiroptera): La fauna de murciélagos muestra una diversidad notable, con especies como Myotis y Pipistrellus.
Anuros (Anura):La presencia de especies como Hyla arborea sugiere un entorno húmedo.
Los métodos utilizados para la recopilación de estos microvertebrados incluyen la flotación de sedimentos, que permite la obtención de restos de vertebrados junto con otros materiales como semillas. 
Los resultados del estudio apuntan a un ambiente holocénico mixto y húmedo, lo que se ejemplifica con la presencia histórica de Microtus oeconomus, un roedor que actualmente no se encuentra en la Península Ibérica. Su descubrimiento sugiere que existieron condiciones climáticas distintas en el pasado, implicando importantes cambios en el ecosistema local.

### Microvertebrados[3]
El material faunístico es uno de los más abundantes después del vegetal. Se destacan los restos de especies domésticas, en particular los ovicápridos, en los que se observa una alta representación de individuos inmaduros. Además, se han identificado restos de bóvidos, suidos, équidos y cánidos, y aunque en menor porcentaje, también restos de especies salvajes como jabalí, ciervo, corzo y conejo. Algunos de estos restos muestran signos de intervenciones humanas, como cortes, fracturas o mordeduras, sugiriendo la presencia de perros domésticos y otras prácticas relacionadas con el aprovechamiento de la fauna.
La función principal atribuida a la zona excavada es la de redil para rebaños de ovicápridos. Esto implica que muchos de los elementos recuperados corresponden a desechos generados por las actividades de manejo y pastoreo del ganado, lo que a su vez afecta la integridad y el grado de fractura de los materiales presentes en el depósito. Los restos arqueológicos se interpretan, en buena parte, como material arrojado intencionalmente a esta área destinada al ganado, lo que puede introducir sesgos en el registro en cuanto a su variabilidad.

### Restos humanos
Se encontraron restos humanos en un agujero dentro de los niveles de la Edad del Bronce de la Cueva El Mirador. El análisis tafonómico indicó marcas de corte, marcas de dientes humanas, daños por cocción y rotura deliberada, lo que sugiere canibalismo gastronómico. Los restos fueron posteriormente enterrados por un grupo humano posterior, lo que indica un cambio en el tratamiento de los huesos.
El conjunto de restos humanos de la Cueva El Mirador incluye 106 ejemplares de al menos seis individuos, encontrados en diferentes capas. El análisis tafonómico involucró la identificación anatómica y el análisis de la superficie ósea para determinar la edad y la integridad esquelética. Se realizaron exámenes microscópicos y macroscópicos para identificar marcas de corte, rotura de huesos, marcas de dientes y evidencia de cocción. En cuanto a la cronología del enterramiento, la inhumación se sitúa en el Bronce Medio o Tardío, ya que la fosa se excavó después de la formación del nivel de corral basal de MIR4, datado en 3400 ± 40 BP. Sin embargo, la datación de un hueso de la acumulación indica que el individuo murió en el Bronce Antiguo. Para confrontar estas discrepancias en las dataciones se ha propuesto la siguiente hipótesis: si las muestras datadas no están contaminadas, puede que se trate de una inhumación secundaria. Lo cual significa que los restos de un individuo fallecido en el Bronce Antiguo fueron exhumados y depositados en la fosa durante el Bronce Medio o un periodo posterior. El MIR4 SE caracteriza por secuencias de facies irregulares, con ritmos discontinuos y límites abruptos. Las cuales se organizan en acumulaciones y crestas, con inclinación hacia el norte u oeste. Las Zanjas sindeposicionales (señalizadas como 4P) cortan y desplazan sedimentos orgánicos. De esta forma, aunque la excavación de la fosa se fecha en el Bronce Medio o Tardío, la datación de un hueso sugiere que los restos inhumados corresponden a un individuo del Bronce Antiguo, lo que lleva a la hipótesis de una inhumación secundaria.
- Enterramiento en fosa (MIR4): Se documentó una acumulación intencional de unos 200 restos humanos (huesos y dientes) en una pequeña fosa ovalada. La parte superior de la fosa estaba alterada por madrigueras de conejo, dificultando determinar el momento exacto de su excavación (final de MIR4 o inicios de MIR3).Los restos corresponden a un mínimo de seis individuos de ambos sexos y diversas edades. No se encontraron esqueletos completos ni todas las partes esqueléticas en conexión anatómica. Predominan huesos largos y partes del cráneo, con ausencia de huesos de manos y pies.
- Evidencias de ritual funerario:

La mayoría de los restos presentan fracturas y marcas de corte de origen antrópico, especialmente seis neurocráneos que fueron separados intencionalmente. Los neurocráneos se depositaron primero en la base de la fosa, con el resto de los huesos encima. Se halló un fragmento de cerámica de tendencia vertical en la base de la acumulación. Las marcas de corte (descarnado), la fracturación intencional y la separación del neurocráneo sugieren un ritual funerario previo al enterramiento. Se mencionan escasos hallazgos similares en la Península Ibérica ("cráneos copa" - neurocráneos separados del resto del cráneo).

## Estratigrafía
La estratigrafía de la Edad del Bronce está dividida en cinco niveles (MIR1-MIR5). La cueva presenta una alta variabilidad tanto lateral como vertical. Esta variabilidad se debe a diversos factores:
Naturaleza y composición de los sedimentos. Caída de bloques del techo, que crean áreas discretas. Organización espacial de las actividades humanas. Modificaciones naturales (bioturbación) y humanas (pisoteo, excavación).
De esta forma, El Mirador se caracteriza por una complejidad que demanda un análisis detallado. En el sitio arqueológico predominan los sedimentos limosos con bajo contenido de arcilla. También se caracteriza por una abundante cantidad de piedras calizas angulosas de diversos tamaños. Además de sedimentos blandos, de color oscuro y carbonatados. Existe una presencia significativa de materiales de combustión, pero de forma relativa es escasa la presencia de artefactos. La estratificación es irregular y a veces discontinua. Por un lado el conjunto de la sucesión estratigráfica posee un elevado componente antrópico y por otro lado, los procesos de sedimentación natural y edafológicos son escasos. 
Así pues, debido a la variabilidad, se optó por excavar la sucesión por conjuntos, diferenciando las distintas características en las unidades antropizadas. A continuación se presentan los datos de campo, preliminares por lo que se refiere a la dinámica de formación del relleno sedimentario, cuyo estudio debe ser pormenorizado a través de análisis de laboratorio.
La estratigrafía se organiza en seis conjuntos principales (ATA-MIR1 a ATA-MIR6).
- ATA-MIR 1 es el revuelto reciente, con brecha suelta en matriz limosa cenicienta. Contiene materiales de cribado de excavaciones clandestinas.
- ATA-MIR2: identifica el relleno de canales y madrigueras biológicas (conejos, zorros).Presenta una textura variable (limo arcilloso pardo, granular fino, orgánico). De forma ocasional se halla presencia de materiales arqueológicos.
- ATA-MIR 3: es limo arcilloso homogéneo, con piedras, pardo amarillento, masivo y orgánico. Contiene pequeños carbones y agregados de ceniza. El límite con MIR4 es neto.

Producto de acumulación tanto natural (sedimento de vertiente y piedras del techo) como antrópica (carbones y ceniza). Matriz sedimentaria homogeneizada probablemente por actividad biológica.
- ATA-MIR4 está formado por sedimento de origen antrópico, orgánico, con diversas facies:
  - 4a: es limo arcilloso con piedras, micro carbones y materiales arqueológicos.
  - 4b: ceniza pura, blanca, a veces laminada.
  - 4f: similar a 4b pero con fibras horizontales.
  - 4c: acumulaciones de carbones.
  - 4d: coprolitos, “ a veces soldados unos a otros”
  - 4g: limo gris claro con abundante ceniza.
  - 4m: ceniza parda clara, a veces con estructura laminar.
  - 4o: sedimento orgánico negro, homogéneo.
  - 4r: horizontes rubefactados “por impacto térmico”
  - 4v: limo verde oliva con abundante ceniza.
  - 4t: arcilla limosa, pardo grisáceo oscuro, con laminación plana débilmente ondulada.
- ATA-MIR5: se trata de una capa delgada de limo arcilloso pardo grisáceo, poco orgánico, con estructura poliédrica y restos de ceniza y carbones. Posee un límite gradual con MIR6. Nivela MIR6 y contiene escaso material, pero egagrópilas bien conservadas, indicando poca o nula actividad humana durante su deposición. Se interpreta como un periodo de acumulación natural (sedimento de vertiente) y edafogénesis.
- ATA-MIR6: consiste en una sucesión de facies similar a MIR4, con alta variabilidad y presencia de materiales quemados. Está organizado en niveles o manchas irregulares. Se compone casi exclusivamente por aportaciones antrópicas, incluyendo productos de combustión de restos vegetales y deyecciones animales (estiércol y urea).

Se interpreta como sedimentos de redil (acumulación de excrementos y paja de ganado ovino/caprino), con evidencias de combustión periódica.

### Metodología
Dado que el yacimiento presenta una notable variabilidad vertical y lateral en los sedimentos, se ha subdividido la sucesión holocena en 25 conjuntos estratigráficos específicos, en lugar de aplicar unidades litoestratigráficas mayores. Para ello, en campañas realizadas desde 2006 se utilizaron normas sedimentológicas, edafológicas, estratigráficas y arqueológicas, apoyadas en parámetros geoarqueológicos seleccionados ad hoc. Además, se creó una lista referencial de “facies” que permite identificar y diferenciar tipos de sedimentos con características litológicas y estructurales recurrentes. Estas facies se muestrean, se representan gráficamente en cortes y se documentan en la superficie de excavación, lo que facilita la individualización de eventos deposicionales y contribuye a una alta resolución cronológica del yacimiento.

### Dataciones
Las dataciones muestran que MIR4 corresponde a la Edad del Bronce Media, mientras que los restos humanos datan de la Edad del Bronce Temprano.  
La atribución cronológica de la sucesión estratigráfica se apoya en diecisiete dataciones 14C AMS obtenidas a partir de muestras de vegetales carbonizados recolectadas durante campañas de excavación realizadas entre 1999 y 2005. Estas dataciones, extraídas de fragmentos individualizados de madera y semillas cultivadas de Triticum, provienen de episodios de combustión in situ, en capas que se mantuvieron selladas y no perturbadas. Los resultados cronológicos confirman la presencia de ocupaciones neolíticas, situándose la mayoría de las fechas dentro del último tercio del VI milenio cal BC y permitiendo establecer con precisión el marco temporal de la implantación de la economía agropecuaria en la submeseta norte. Además, la serie de dataciones se contrasta con otros datos arqueológicos, faunísticos y paleobotánicos, asegurando la coherencia del registro y ofreciendo una base sólida para la interpretación cronológica del yacimiento. 
Por un lado en el Conjunto MIR4 se dataron dos muestras de carbón vegetal (Quercussp.): una perennifolia del techo y otra caducifolia de la base del conjunto. También se dató un fragmento de tibia humana procedente de una fosa excavada en este conjunto. Por otro lado, en el Conjunto MIR6 se dató una muestra de carbón vegetal ('Quercus sp. perennifolio) recuperada en un nivel interpretado como corral.

## Canibalismo
Se encontraron restos humanos en un agujero dentro de los niveles de la Edad del Bronce de la Cueva El Mirador. El análisis tafonómico indicó marcas de corte, marcas de dientes humanas, daños por cocción y rotura deliberada, lo que sugiere canibalismo gastronómico. Los restos fueron posteriormente enterrados por un grupo humano posterior, lo que indica un cambio en el tratamiento de los huesos. El conjunto de restos humanos de la Cueva El Mirador incluye 106 ejemplares de al menos seis individuos, encontrados en diferentes capas. El análisis tafonómico involucró la identificación anatómica y el análisis de la superficie ósea para determinar la edad y la integridad esquelética. Se realizaron exámenes microscópicos y macroscópicos para identificar marcas de corte, rotura de huesos, marcas de dientes y evidencia de cocción.
La mayoría de los ejemplares son fragmentos craneales, con segmentos axiales y apendiculares representados en proporciones similares. El Número Mínimo de Individuos (MNI) es seis, basado en restos de cráneos y dientes, con edades que van desde un niño hasta adultos mayores. La tasa de supervivencia esquelética es más alta en los elementos craneales, lo que indica una diferencia significativa entre los restos craneales y postcraneales.
- Modificaciones Tafonómicas: las modificaciones más frecuentes son marcas de corte y marcas de dientes, seguidas de pelado y huecos por percusión. Las marcas de corte son abundantes en los cráneos, con evidencia de extracción cerebral. El análisis de la rotura muestra que la mayoría tiene bordes curvados/V, con ángulos mixtos y bordes lisos.

- Segmento Craneal: los cráneos muestran marcas de corte cerca de las suturas craneales, lo que sugiere la remoción del cuero cabelludo y la extracción del cerebro. Los huesos temporales tienen marcas de corte relacionadas con la remoción de músculos, junto con pelado y masticado. Los maxilares y mandíbulas presentan marcas de corte que indican la extracción de la nariz y los labios, así como marcas de dientes.

- Segmento Axial: las costillas y vértebras muestran marcas de corte relacionadas con la desarticulación y desollado. Se encuentran marcas de dientes, que a menudo causan pérdida de tejido y destrucción de vértebras. Las escápulas muestran marcas de corte relacionadas con el desollado, junto con marcas de dientes y pelado.

- Brazos y Piernas: la mayoría de los fragmentos de brazos y piernas muestran modificaciones antropogénicas, siendo las marcas de dientes y las marcas de corte las más comunes. Las marcas de corte están relacionadas con actividades de desollado, mientras que las marcas de dientes se encuentran en varios huesos. El pelado, los huecos por percusión y otras modificaciones indican una rotura intensiva de los huesos para la extracción de médula.

- Manos y Pies: este grupo tiene el menor número de restos, todos completos y solo afectados por marcas de dientes. Las marcas de dientes tipo A son pocas y aparecen en un metatarso y una falange de los individuos inmaduros. Dos huesos articulares (navicular y escafoides) muestran surcos.

Los restos humanos muestran alteraciones tafonómicas que sugieren canibalismo, con elementos anatómicos desarticulados y mezclados. La ausencia de procesos tafonómicos naturales sugiere que el desequilibrio en la representación ósea está relacionado con prácticas caníbales. Las marcas de corte indican desollado y desarticulación, siguiendo patrones de procesamiento similares en todos los individuos.
- Fragmentación y Rotura de Huesos: se observa un alto grado de fragmentación ósea, siendo la mayoría de los restos menos de 1/4 de su longitud original. El análisis de fracturas muestra contornos curvados/V con ángulos mixtos y bordes lisos, lo que sugiere rotura cuando los huesos estaban frescos. Se presenta evidencia de ebullición, indicada por el pulido y la translucidez en los bordes óseos.

- Marcas de Dientes y Pelado: el pelado se asocia con marcas de dientes, particularmente en los extremos distales de los huesos, lo que sugiere una técnica impulsada por humanos. Las marcas de dientes son generalmente superficiales y pequeñas, similares a los ejemplares experimentales de masticado humano. Se descarta la influencia de carnívoros debido a las diferencias en los tipos de marcas de dientes, su distribución y frecuencia, en comparación con los conjuntos de cánidos.

Todas las características tafonómicas indican canibalismo, incluidas las modificaciones superficiales, la desarticulación, la extracción de médula y la cocción. La presencia de marcas de dientes humanas respalda aún más el canibalismo. Los restos humanos fueron procesados de manera similar a los animales, careciendo de la reverencia típicamente mostrada en los ritos funerarios de la Edad del Bronce.
- Tratamiento Funerario e Interpretación: la uniformidad en el procesamiento de los cráneos puede sugerir elementos rituales, pero probablemente se deba a la simplicidad de acceder al tejido cerebral. La datación cronológica sugiere que el canibalismo ocurrió durante la Edad del Bronce Temprano, siendo los restos enterrados posteriormente durante la Edad del Bronce Media. Se identifican dos actitudes distintas hacia los restos: canibalismo gastronómico seguido de tratamiento funerario por un grupo humano diferente.

## Economía

### Agricultura
Existe una implantación de la economía agrícola en el entorno de El Mirador, basada en una explotación intensiva de cultivos cerealistas y leguminosos, elementos esenciales para la subsistencia y el desarrollo de la comunidad neolítica en la submeseta norte. El registro arqueobotánico es particularmente destacado, ya que se han recuperado numerosos restos de semillas y otros subproductos vegetales que permiten identificar las especies cultivadas. Entre los cereales, se hace especial énfasis en la presencia de trigos, diferenciándose principalmente en dos especies: Triticum aestivum/durum y Triticum dicoccum. La frecuencia de aparición de estos cereales sugiere que el cultivo del trigo fue un componente fundamental de la subsistencia agrícola. Además, se documenta la presencia de leguminosas, como el guisante. La detección de otras posibles especies cultivadas, como ejemplares aislados de avena refuerza la idea de una diversificación en el manejo agrícola. El análisis polínico complementa estos hallazgos al revelar altos valores de gramíneas y asteráceas, lo que indica la cercanía de campos de cultivo o la realización de labores relacionadas con el procesamiento de estos cultivos en el propio interior de la cueva . Los estudios palinológicos y arqueobotánicos revelan que el paisaje durante el Neolítico era un mosaico, caracterizado por campos cultivados, pastizales y áreas forestales predominantemente compuestas de robles. Las transformaciones del paisaje a través del tiempo se asocian con las actividades humanas intensificadas y cambios climáticos que provocaron episodios de sequía, influyendo en las prácticas agrícolas de las comunidades de la época. Los restos encontrados indican que los humanos no solo cultivaban y recolectaban plantas, sino que también procesaban los cultivos dentro de la cueva. Esto sugiere un manejo avanzado de los recursos. Además, la madera era utilizada principalmente como combustible y para la construcción, y el acceso sistemático a bosques de roble podría indicar la utilización de heno de hojas como forraje durante el invierno. Las investigaciones llevadas a cabo en El Mirador reflejan una economía más compleja, donde las prácticas agropecuarias estaban íntimamente ligadas a la gestión del entorno y a las adaptaciones requeridas ante cambios climáticos. Este sitio no solo proporciona información sobre la gestión de cultivos, sino que también ofrece una perspectiva sobre la vida cotidiana y las estrategias de subsistencia de las comunidades que habitaron la región.

### Ganadería
El estudio zooarqueológico y tafonómico de los niveles MIR19 y MIR20 de la Cueva del Mirador  ha permitido profundizar en el conocimiento de la gestión de los recursos faunísticos y la complejidad de las comunidades humanas que poblaron la Meseta a finales del VI milenio y principios del V milenio cal. A.C. Las similitudes de ambos conjuntos indican una continuidad en la estructura económica del grupo así como de sus características temporales y funcionales respecto a la ocupación de la cavidad durante todo este período. El grupo humano que ocupaba la cavidad se encontraba plenamente inmerso en un sistema de producción agroganadero. Según los datos faunísticos, la base del aprovechamiento del ganado se constituía de la cría de ganado ovicaprino y un pequeño grupo de cabezas de ganado bovino.
La caza desempeñaría un papel secundario en la economía de estos grupos, que aprovecharon las especies presentes en su entorno. Los datos sobre la edad de sacrificio de los ovicaprinos desvelaron que estos eran explotados tanto para la obtención de carne como de leche. Se considera que el bovino era criado también para su aprovechamiento cárnico aunque no se descarta la obtención de otros productos secundarios (como la leche y la fuerza de trabajo) si bien, esto no ha sido documentado. La Cueva del Mirador fue empleada no sólo como redil para el ganado, sino también como espacio doméstico por parte de la comunidad humana. Se han documentado diversas actividades relacionadas con la vida cotidiana, el procesamiento y el consumo de los animales.4
A la espera de un análisis más amplio de la sucesión neolítica, se considera que el grupo de pastores que ocupó el actual yacimiento, desarrolló un sistema de pastoreo semi-sedentario con base permanente en El Mirador. Las características del ganado, el entorno vegetal de la cavidad y los recursos de este tipo permitirían la ocupación de la cueva incluso en los meses de escasez hibernal. De ser así, el grupo de pastores y agricultores del Mirador habría desarrollado un sistema económico complejo en el que demostraría una buena adaptación y explotación de su entorno, así como una adopción consolidada de las nuevas técnicas de producción, todo esto, dentro de los momentos más antiguos de ocupación neolítica en el interior peninsular.

## Industria lítica
El análisis de 261 restos líticos de los conjuntos MIR3 y MIR4 en la cueva de El Mirador indica una baja densidad de herramientas de piedra y la ausencia de áreas de talla definidas. MIR4, la unidad estratigráfica más extensa, contiene la mayor concentración de estos restos. El material fue clasificado según el Sistema Lógico-Analítico. Predominan las Bases Positivas (BP) y Fragmentos de Base Positiva (FBP), mientras que los artefactos retocados y los núcleos son escasos. En MIR4 destaca un alto porcentaje de Bases Naturales, algunas con evidencias de uso como percutores o machacadores. Las principales materias primas son el sílex, asociado a la talla, y la cuarcita y arenisca, empleadas como Bases Naturales. La caliza proviene de talla expeditiva de material local y de cantos rodados fluviales. El reducido número de núcleos dificulta la reconstrucción de las técnicas de talla. Estos muestran una explotación limitada, sin estrategias definidas, con indicios de talla bifacial o unifacial en planos horizontales. La baja densidad lítica sugiere que la talla de piedra no fue una actividad principal en la cueva durante la ocupación de estos conjuntos. Las BP no laminares son predominantes. En MIR4, las BP son de mayor tamaño y presentan lascas grandes, a diferencia de MIR3. La ausencia de módulos volumétricos intermedios y la sobrerrepresentación de estadios avanzados de la cadena operativa en MIR4 sugieren que el registro lítico no refleja cadenas operativas completas in situ.
En cuanto a los artefactos retocados, prevalece el retoque simple, aunque el abrupto también es común. Las extracciones son profundas, combinando retoque directo e indirecto, con superposiciones frecuentes. Muchas lascas retocadas son de difícil clasificación tipológica. Destaca la presencia del "grupo del sustrato", con alta proporción de denticulados de tendencia convergente. En MIR4 se han hallado tres elementos de hoz estandarizados, similares a los de otros yacimientos de la Edad del Bronce en la Submeseta Norte, así como un buril sobre truncadura. En síntesis, el análisis de MIR3 y MIR4 revela diferencias tipométricas, una posible distorsión de las cadenas operativas en MIR4, el predominio del retoque simple en los artefactos retocados y una notable presencia de denticulados y elementos de hoz característicos de la Edad del Bronce en la región.

### Elementos cerámicos
La producción cerámica, con un total de 2289 fragmentos exhumados, se caracteriza por una alta fragmentación, atribuida tanto al pisoteo del rebaño, como al hecho de tratarse de desechos arrojados intencionalmente por la comunidad. Morfológicamente, las piezas se dividen en diversas categorías: galbos, bordes, asas, fondos, fragmentos informes (pellas) y algunos elementos plásticos. La mayoría de las piezas corresponden a lo que se denomina “cerámica fina”, con pastas bien decantadas, desgrasantes y exteriores cuidados, lo que evidencia un alto grado de especialización en la producción cerámica.
En cuanto a la decoración, se observa que los niveles superiores presentan superficies mayoritariamente lisas, mientras que en los niveles inferiores se incrementa el porcentaje de piezas decoradas. Las técnicas decorativas identificadas incluyen incisiones de distinto grosor, impresiones, aplicación de elementos y boquique; en algunos casos, estas técnicas se combinan. Se destaca, además, la presencia de algunas impresiones que se definen como “cardiales”, posiblemente realizadas imitando el borde dentado de conchas de Cerastoderma edule, lo que sugiere influencias o paralelismos con otras secuencias neolíticas de la región vasco-riojana y la cuenca media del Ebro.

### Elementos metálicos
El único objeto metálico hallado en la cueva de El Mirador, perteneciente al conjunto MIR3: un hacha de bronce. Se trata de un ejemplo de hacha de rebordes, un tipo característico del Bronce Medio europeo que también se encuentra, aunque no abundantemente, en la Península Ibérica. Su presencia en MIR3 se enmarca en un periodo de relativa continuidad metalúrgica en la Meseta, con la asimilación de ciertos tipos foráneos.
- Descripción del hacha:
  - Dimensiones: 92 x 45 x 16 mm.
  - Peso: 160 gr.
  - Tipología: Hacha de rebordes ligeros, con cuerpo horizontal de tendencia rectangular que se estrecha hacia el filo. Flancos ligeramente cóncavos que se abren distalmente (35°) para formar un filo convexo.
- Contexto metalúrgico de la submeseta norte:
  - Se distinguen dos fases: 
    - Calcolítico-Bronce Antiguo (misma dinámica en tipos y técnicas)
    - Bronce Medio (marcada personalidad).

## Dendrología y antracología
El principal objetivo a destacar es conocer la historia de la vegetación y el uso del suelo en el Holoceno del Mediterráneo occidental mediante el análisis del carbón vegetal y estudios dendrológicos.
La antracología se encarga de la recolección, identificación botánica y conservación de los carbones y maderas recuperados en contextos arqueológicos o yacimientos naturales.
La dendrocronología es la ciencia que se ocupa de la datación de los anillos de crecimiento de las plantas arbóreas y arbustivas leñosas. Basada en el patrón de crecimiento de anillos, la dendrocronología analiza patrones espaciales y temporales de procesos biológicos, físicos o culturales.
El análisis antracológico permitió la identificación de dieciocho taxones de madera, con un marcado predominio de especies del género Quercus. Se observó una transición de robles caducifolios durante el Neolítico temprano a un incremento de los perennifolios en el Neolítico medio. Asimismo, la presencia de Fraxinus, Corylus avellana y Pinus sylvestris, sugiere un ambiente más húmedo en los estratos más antiguos, con una progresiva aridificación en los niveles superiores. Durante la Edad del Bronce, se evidenció un aumento en la diversidad de especies, probablemente vinculado a la intervención antrópica en el paisaje. De su misma manera, el análisis dendrológico revela el aprovechamiento preferente de ramas jóvenes de crecimiento acelerado, lo que sugiere prácticas recurrentes de poda. La mayoría de los restos de madera presentan diámetros inferiores a tres centímetros, lo que respalda la hipótesis de una explotación dirigida a la recolección de brotes y ramas delgadas. En términos de funcionalidad, la madera fue utilizada principalmente como recurso forrajero para el ganado y como combustible. Se identificaron evidencias de gestión forestal, tales como poda y desmochado, con el fin de estimular el crecimiento de nuevas ramas destinadas a la alimentación animal. Además, el hallazgo de residuos de madera carbonizada junto con estiércol sugiere su uso en la cueva de El Mirador, donde se documenta una acumulación sostenida de sedimentos quemados asociados a la presencia de ovinos y caprinos. Los resultados indican que la actividad humana incidió significativamente en la configuración del entorno forestal, promoviendo la apertura del paisaje y su gestión activa. La cueva de El Mirador funcionó como refugio recurrente para el ganado, particularmente durante los meses invernales, cuando los recursos naturales se encontraban limitados. Las comunidades agro-pastoriles poseían un conocimiento detallado del ecosistema forestal, así como la implementación de estrategias sostenibles de aprovechamiento de la madera.